# Teochew
Het Teochew (潮州话, Teochew: Tiô-tsiu-uē, Mandarijn: Cháozhōuhuà) is een dialect van de Chinese taal Min. Het is het belangrijkste en meest gesproken dialect in Chaozhou, Shantou en Jieyang, die in het oosten van de Zuid-Chinese provincie Guangdong liggen. Deze drie stadsagglomeraties worden ook wel Chaoshan genoemd. Geschat wordt dat er 12 tot 15 miljoen mensen op de wereld dit dialect spreken. De mensen die dit dialect spreken, noemen het zelf Teeuwchieuw ooi.

## Classificatie
- Sino-Tibetaanse talen
  - Chinese talen
    - Min
      - Minnanyu
        - Teochew

## Oorsprong
Het Teochew is een dialect dat afstamt van het dialect Minnan uit Zuid-Fujian. Dat komt door een groot aantal Zuid-Fujian-mensen in dat zich in de negende tot de vijftiende eeuw zich vestigde in Chaoshan en omstreken.
Sommigen vinden de grammatica van het Teochew lijken op Kantonees. Voorbeeld:
"Ik ben groter dan jij."
- Standaardkantonees: 我大过你 Ngo taai koh leej
- Teochew: 我大过你 Oe-waa t'oe-waa goe-weh luh
- Minnanyu: 我较大你 ? ? ? ?
- Standaardmandarijns: 我比你大 Wo bi ni da

## Dialectgebied
Teochew wordt gesproken in Chaoshan, maar ook in Hongkong, Vietnam, Cambodja, Laos, Thailand, Maleisië, Singapore, Indonesië en Frankrijk. Dat kwam door de grote aantallen immigranten uit Chaoshan en omstreken. De Chaozhou-mensen, die in Frankrijk wonen, komen meestal uit de ex-Frans koloniën Vietnam, Cambodja en Laos. Ze waren gevlucht voor de dictatoriale regimes en de pogroms tegen Chinezen. Een heel klein percentage van de Chinese Nederlanders spreken of verstaan het Chaozhou.
Het Teochew bestaat nog uit drie subgroepen. Een subgroep wordt in de achterstaande gebieden gesproken.
1. Shantou 汕頭 subgroep: Shantou 汕頭, Chaozhou 潮州, Jieyang 揭陽, Chenghai 澄海, Nanao-eiland 南澳, Raoping 饒平 en Jiexi 揭西,
2. Chaopu 潮? subgroep: Chaoyang 潮陽, Puning 普寧, Huilai 惠來, en
3. Luhai 陸海 subgroep: Shanwei 汕尾, Lufeng 陸豐 en Haifeng 海豐

## Gebruik
Bijna alle Oost-Kantonezen spreken het dialect Chaozhou als hun moedertaal. Het Chaozhou wordt altijd gebruikt op de regionale CZTV (regionale televisiezender van Chaozhou) en in Chao-opera. Singapore en Chaozhou hebben veel karaokeliedjes in hun eigen dialect.

## Woorden
Gaagienang is een bekende term onder Chaozhou-mensen, het betekent eigen mensen. Chaozhounezen noemen Chaozhounezen dus Gaa Gie Nang 自己人. Het wordt soms ook door andere Zuid-Chinese dialecten gebruikt.
- Hongkong-Hakka: Dzie Kaa Ngien 自己人.
- Dapeng: Dzie Gie Yan 自己人.

### Basis
| Nederlands                               | Shantou-Chaozhou in fonetisch Nederlands | Kantonees (Jyutping) | Mandarijn (Hanyu pinyin) |
| ---------------------------------------- | ---------------------------------------- | -------------------- | ------------------------ |
| één                                      | Tzik 一                                  | jat1 一              | yī 一                    |
| twee (bij tellen)                        | Ie of Tzie 二                            | ji6 二               | èr 二                    |
| twee                                     | Njo 兩                                   | loeng2 兩            | liǎng 兩                 |
| drie                                     | Saa 三                                   | saam1 三             | sān 三                   |
| vier                                     | Sie 四                                   | sei3 四              | sì 四                    |
| vijf                                     | Nong 五                                  | ng5 五               | wǔ 五                    |
| zes                                      | Lak 六                                   | luk6 六              | liù 六                   |
| zeven                                    | Tzit 七                                  | cat1 七              | qī 七                    |
| acht                                     | Pooi 八                                  | baat3 八             | bā 八                    |
| negen                                    | Gauw 九                                  | gau2 九              | jiǔ 九                   |
| tien                                     | Tzaap of Tzap 十                         | sap6 十              | shí 十                   |
| honderd                                  | Beh 百                                   | baak3 百             | bǎi 百                   |
| duizend                                  | Tsoi 千                                  | cin1 千              | qiān 千                  |
| tienduizend                              | Wan 万                                   | maan6 萬             | wàn 萬                   |
| eerst (gebeurtenis)                      | Dung Chôh 當初                           | dong1 co1 當初       | dāngchū 當初             |
| ik                                       | Oewaa 我                                 | ngo5 我              | wǒ 我                    |
| jij                                      | Luh 汝                                   | nei5 你              | nǐ 你                    |
| hij他/zij她/het它                        | Ie 伊                                    | keoi5 佢             | tā 他/她/它              |
| wij (wij+degene tegen wie je spreekt)    | Nang 俺                                  | ngo5 dei6 我哋       | zǎnmen 咱們              |
| wij (zonder degene tegen wie je spreekt) | (?Ng?) 阮                                | ngo5 dei6 我哋       | wǒmen 我們               |
| jullie                                   | Ning 恁                                  | nei5 dei6 你哋       | nǐmen 你們               |
| zij                                      | Ie Naang 伊人                            | keoi5 dei6 佢哋      | tāmen 他們               |
| vrouw                                    | Aa Njaa 亞娘                             | neoi5 jan4-2 女人    | nǚrén 女人               |
| man                                      | Aa Hu-jaa 亞兄                           | naam4 jan4-2 男人    | nánrén 男人              |
| Klasserend lidwoord                      | T-jauw 條                                | tiu4 條              | tiáo 條                  |
| Klasserend lidwoord                      | Gaaj 個                                  | go3 個               | ge 個                    |

### Bijwoorden/bijvoeglijke naamwoorden
| Nederlands   | Shantou-Chaozhou      | Kantonees (Jyutping) | Mandarijn (Hanyu pinyin) |
| ------------ | --------------------- | -------------------- | ------------------------ |
| bitter       | K'oo 苦               | fu2 苦               | kǔ 苦                    |
| groot        | T'oe-waa 大           | daai6 大             | dà 大                    |
| goed         | Hoh 好                | hou2 好              | hǎo 好                   |
| zelf         | Tz 自 of Gaa Gie 自己 | zi6 gei1 自己        | zìjǐ 自己                |
| thuis        | Geh 家                | gaa1 家              | jiā 家                   |
| midden       | Chang 中              | zung1 中             | zhōng 中                 |
| leeg         | Hang 空               | hung1 空             | kōng 空                  |
| tegenwoordig | Heng Dzaj 現在        | ji4 gaa1 而家        | xiànzài 現在             |
| geen         | Boh 無                | mou4 無              | wú 無                    |

### Werkwoorden
| Nederlands           | Shantou-Chaozhou | Kantonees (Jyutping) | Mandarijn (Hanyu pinyin) |
| -------------------- | ---------------- | -------------------- | ------------------------ |
| wachten              | Taang 等         | dang2 等             | děng 等                  |
| weten                | Tsaai 知         | zi1 知               | zhīdào 知道              |
| vergeten             | Wang 忘          | mong4 gei3 忘記      | wàngjì 忘記              |
| begrijpen            | Ming Beh 明白    | ming4 baak6 明白     | míngbai 明白             |
| opstaan              | Hie Laaj 起來    | hei2 san1 起身       | qǐlái 起來               |
| tellen               | Sjuw 數          | sou2 數              | shù 數                   |
| lopen                | Kjaa 行          | hang4 行             | zǒu 走                   |
| hebben               | Oe 有            | jau5 有              | yǒu 有                   |
| doen/maken           | Choh 做          | zou6 做              | zuò 做                   |
| brengen/cadeau geven | Sang 送          | sung3 送             | sòng 送                  |
| naar buiten gaan     | Tsoet 出         | ceot1 出             | chū 出                   |
| gaan                 | K'uh 去          | heoi3 去             | qù 去                    |
| langsgaan            | Gweh 過          | gwo3 過              | guò 過                   |
| terugkomen           | Huu-weh 回       | faan1 返             | huí 回                   |
| zullen               | Ooi 會           | wui5 會              | huì 會                   |
| denken               | Seeuw 想         | soeng2 想            | xiǎng 想                 |
| zeggen               | Taa 呾           | gong2 講             | shuō 說                  |
| verlaten             | Lie K'aj 離開    | lei4 hoi1 離開       | líkāi 離開               |
| zingen               | Tjang Gwaa 唱歌  | coeng3 go1 唱歌      | chànggē 唱歌             |

### Bijwoorden/vraagwoorden
| Nederlands              | Shantou-Chaozhou | Kantonees       | Mandarijn (Hanyu pinyin) |
| ----------------------- | ---------------- | --------------- | ------------------------ |
| als                     | Tzoe Goh 如果    | Yuu Koh 如果    | Rúguǒ 如果               |
| relaxed                 | Kieng Song 輕松  | Hing Song 輕松  | Qīngsōng 輕松            |
| eigenlijk (vraag)       | Tauw Tie 到底    | Toow Taj 到底   | Dàodǐ 到底               |
| eigenlijk (aanbeveling) | Ieng Gaai 應該   | jing1 goi1 應該 | Yīnggāi 應該             |
| laat (tijd)/avond       | Meh 夜           | Yeh 夜          | Wǎn 晚                   |
| echt                    | Chien 真         | Chan 真         | Zhēn 真                  |
| ijverig                 | Noh Lak 努力     | Loow Lik 努力   | Nǔlì 努力                |
| achter                  | Auw 後           | Hauw 後         | Hòu 後                   |
| wit                     | Pek 白           | Paak 白         | Bái 白                   |
| zwart                   | Oh 黑            | Hak 黑          | Hēi 黑                   |
| vandaag de dag          | Dzoe Kiem 如今   | Yuu Kam 如今    | Rújīn 如今               |
| hoeveel?                | Doh Djuw? 多少?  | gei2 do1 幾多？ | Duōshǎo? 多少?           |

### Zelfstandige naamwoorden
| Nederlands       | Shantou-Chaozhou             | Kantonees                      | Mandarijn (Hanyu pinyin) |
| ---------------- | ---------------------------- | ------------------------------ | ------------------------ |
| hemel            | T-jang of T'ie 天            | Tien 天                        | Tiān 天                  |
| wolken           | Hong 云                      | Wan 云                         | Yún 云                   |
| het leven        | Nang Kaan 人間               | Yan Kaan 人間                  | Shēnghuó 生活            |
| vandaag de dag   | Kiem Seh Kiem Sie 今生今世   | Kam Sang Kam Saj 今生今世      | Jīnshēng jīnshì 今生今世 |
| elektriciteit    | T-jeng 電                    | Tīēn 電                        | Diàn 電                  |
| deur             | Mang of Mung 門              | Moen 門                        | Mén 門                   |
| dag/zon          | Dzik 日                      | Yat 日                         | Rì 日                    |
| kip/haan         | Kooi 雞                      | Kai 雞                         | Jī 雞                    |
| thee             | Teh 茶                       | Chaa 茶                        | Chá 茶                   |
| geluid           | Ssjaa 聲                     | Sing of Seng 聲                | Shēng 聲                 |
| emotie           | Chéng 情                     | Ching 情                       | Qíng 情                  |
| hart             | Siem 心                      | Sam 心                         | Xīn 心                   |
| grot             | T'ang 洞                     | Tong 洞                        | Dòng 洞                  |
| boom             | Chew 樹                      | Suu 樹                         | Shù 樹                   |
| bloem            | Hooi 花                      | Faa 花                         | Huā 花                   |
| grond            | Die 地                       | Teej 地                        | Dì 地                    |
| storm/wind-regen | GGwan GGoh 風雨              | Fong Yuu 風雨                  | Fēngyǔ 風雨              |
| berg             | Sswaa 山                     | Saan 山                        | Shān 山                  |
| restaurant       | Chie Waa 酒樓                | Chauw Lauw 酒樓                | Jiǔlóu 酒樓              |
| Chaozhou-stad    | T-jo Tjuw Tzie Sjaa 潮州之城 | Chiew Chauw Chie Sing 潮州之城 | Cháozhōu shì 潮州市      |
| geld             | Tz Tzaai 錢財                | Chien Chôoi 錢財               | Qiáncái 錢財             |
| het leven        | Mjang 命                     | Meng 命                        | Mìng 命                  |
| kleding/shirt    | Saam 衫                      | Saam 衫                        | Yī 衣                    |
| schoen           | Ooi 鞋                       | Haai 鞋                        | Xié 鞋                   |
| koning           | Hoe-wang Die 皇帝            | Wôong Taj 皇帝                 | Wáng 王                  |
| bedelaar         | K'uh K'aai 乞丐              | hat1 ji4-1 乞兒                | Qǐgài 乞丐               |
| gras             | Chaauw 草                    | Choow 草                       | Cǎo 草                   |
| wereld           | Sie Gaai 世界                | Sai Kaai 世界                  | Shìjiè 世界              |
| eerste klas      | Tooi Iet Teng 第一等         | Tai Yat Tang 第一等            | Dì yī děng 第一等        |